# Radulichnus
Radulichnus es un icnogénero que comprende a un conjunto de trazas atribuidas a la actividad de pastoreo de moluscos sobre superficies duras o rocas. Las marcas son similares a las dejadas, por ejemplo, por un gastrópodo como el caracol de jardín, Helix aspersa, sobre una superficie dura (ver la imagen), durante su alimentación. Para tal actividad, el molusco se vale de la rádula, con la que raspa la superficie. Así como en el caso de otras trazas, su clasificación está basada solo en su aspecto, sin ninguna implicancia acerca de cuál fue el organismo que la produjo. No obstante, se encontraron fósiles de Kimberella cerca de trazas asignadas a Radulichnus, apoyando la hipótesis (aceptada casi como un hecho por algunos) de que las trazas fueron hechas esos organismos.
Se han descrito dos icnoespecies de Radulichnus: Radulichnus inopinatus y Radulichnus transversus. La segunda especie fue caracterizada como surcos paralelos y cortos (menos de un milímetro) dispuestos en filas, concentradas en la parte central de la superficie interna de las valvas de la especie de almeja Anomalocardia brasiliana. Los especialistas consideran que R. inopinatus corresponde a las marcas dejadas por gastrópodos, mientras que R. transversus a las dejadas por poliplacóforos.

Imagen de la icnoespecie Radulichnus transversus